# Gilberti nyelv
A gilberti vagy kiribati nyelv az ausztronéz nyelvcsalád óceániai csoportjába tartozó mikronéziai alcsoport tagja. Ez egy ige-tárgy-alany elrendezésű nyelv. A gilberti elnevezés sokakban a gyarmati időket juttatják eszükbe, mikor Kiribati brit uralom alatt állt. A nyelv saját neve: Taetae ni Kiribati, vagyis kiribati nyelv.
Nagyjából 105 ezren beszélik a nyelvet, ebből 98 ezren Kiribatin. Ezen kívül Nuin Tuvaluban, Rabin a Fidzsi-szigeteken, Milin a Marshall-szigeteken, a Salamon-szigeteken, Vanuatun és emigránsok Új-Zélandon és Hawaiion.
A kiribati nyelvnek két nyelvjárása van: az északi és a déli. A legnagyobb különbség a két dialektus között néhány szó kiejtésében van. Butaritari és Makin szigetének megvan a maga nyelvjárása. Ezek mind kiejtésben, mint szavakban különböznek a fő nyelvtől.
A kiribati nyelv az 1840-es évek óta latin írást használja. Ekkor fordította le Hiram Bingham a Bibliát. Előtte a nyelvnek nem volt írott változata. Az s betűt a ti betűpár helyettesíti.
A Biblia fordítása közben voltak szavak, mint például a hegy, amire nem volt megfelelő a kiribati nyelvben, mert ezt egy sík vidékű területen beszélték. Mostanában a modern tárgyak elnevezése is nehézkes a nyelvben. A repülőre a wanikiba szót jelenti, ami tükörfordításban: "repülő kenu".
Katolikus misszionáriusok 1888-ban érkeztek a szigetekre. Ekkor ők újra lefordították a Bibliát. A két fordítás között voltak különbségek. Jézust az első fordításban Iesu, míg a második fordításban Ietu néven említik (a nyelvben nincs s).